# Planetary (Go!)
Planetary (Go!) è un singolo del gruppo musicale statunitense My Chemical Romance, il quarto estratto dal loro quarto album in studio Danger Days: The True Lives of the Fabulous Killjoys.

## La canzone
Per la realizzazione del brano la band si è ispirata a Paint It, Black, canzone dei Rolling Stones del 1966. La rivista Rolling Stone ha descritto la canzone dicendo che ha un "ritmo dance svergognato".

## Pubblicazione
In data 4 febbraio 2011, i My Chemical Romance annunciarono che il loro singolo sarebbe stato pubblicato, il 21 marzo dello stesso anno, sul loro sito ufficiale. La canzone inoltre è stata utilizzata anche come colonna sonora sia nel videogioco Gran Turismo 5 (tranne nella versione giapponese) che in F1 2011. Fu ritardato fino al 25 marzo per l'Irlanda e il 28 marzo per il Regno Unito / USA. Il singolo scaricato invece, presenta due tracce remix B-sides, di cui uno dei Lags of Gallows.

## Video musicale
Il video musicale è stato girato il 24 febbraio 2011 presso la O2 Academy Islington. Nel video sono compresi alcuni sottotitoli in giapponese e in inglese.
È stato l’unico video musicale a mostrare il turnista Michael Pedicone alla batteria.

## Curiosità
- Il brano è stato nominato ai Kerrang! Awards come "Best single".

## Tracce
Versione 1 (CD)
1. Planetary (Go!) (radio edit) – 3:59
2. Planetary (Go!) (versione singolo) – 4:06

Versione 2 (download digitale)
1. Planetary (Go!) (versione singolo) – 4:06
2. Planetary (Go!) (Lags Gallows Remix) – 4:00
3. Planetary (Go!) (Vazquez/Gorman Remix) – 3:58

## Formazione
My Chemical Romance
- Gerard Way – voce
- Ray Toro – chitarra solista, cori
- Frank Iero – chitarra ritmica, cori
- Mikey Way – basso

Altri musicisti
- Michael Pedicone – batteria
- James Dewees – tastiera, cori

## Classifiche
| Classifica (2011)          | Posizione massima |
| -------------------------- | ----------------- |
| Regno Unito (rock & metal) | 1                 |